# Jordi Ballart

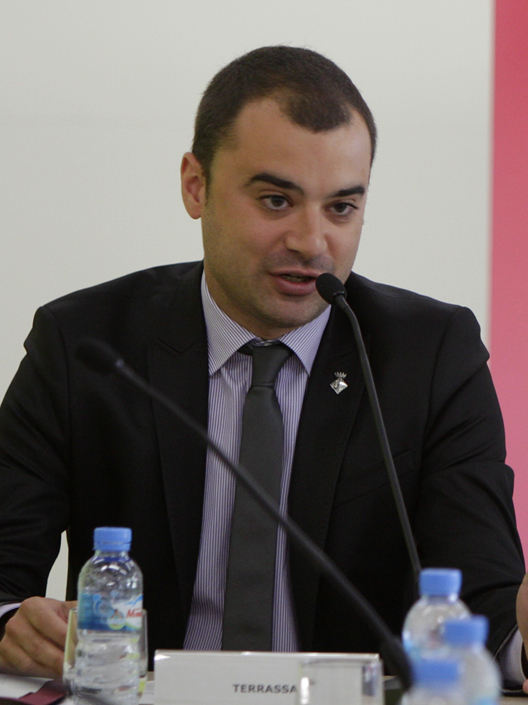

Jordi Ballart i Pastor (sinh ngày 8 tháng 2 năm 1980) là một chính khách người Tây Ban Nha từng là ủy viên hội đồng thành phố (2005–2017; 2019–) và thị trưởng (2012–2017; 2019–) của Terrassa ở Catalonia.
Ông từ chức và trở thành thành viên Đảng Xã hội Catalonia (PSC) vào năm 2017 do bất đồng với lập trường của họ về cuộc trưng cầu dân ý độc lập Catalan năm 2017. Ông thành lập đảng Tot per Terrassa (TxT) của riêng mình vào năm 2018 và trở lại làm thị trưởng vào năm 2019, kết thúc 40 năm kiểm soát của PSC trong thành phố.

## Đời tư
Ballart là người đồng tính công khai. Ông và người bạn đời của mình nhận nuôi ba đứa trẻ, với việc nhận con nuôi được chính thức vào ngày 14 tháng 6 năm 2019, một ngày trước khi ông tuyên thệ nhậm chức thị trưởng. Con nuôi của họ là anh chị em có nhu cầu đặc biệt. Người con cả được chẩn đoán mắc bệnh bạch cầu vào tháng 8 năm 2021.
Ballart bị nhắm mục tiêu lạm dụng và quấy rối dựa trên xu hướng tính dục của ông.